# Monomorium termitobium
Monomorium termitobium är en myrart som beskrevs av Auguste-Henri Forel 1892. Monomorium termitobium ingår i släktet Monomorium och familjen myror. Inga underarter finns listade i Catalogue of Life.

## Bildgalleri

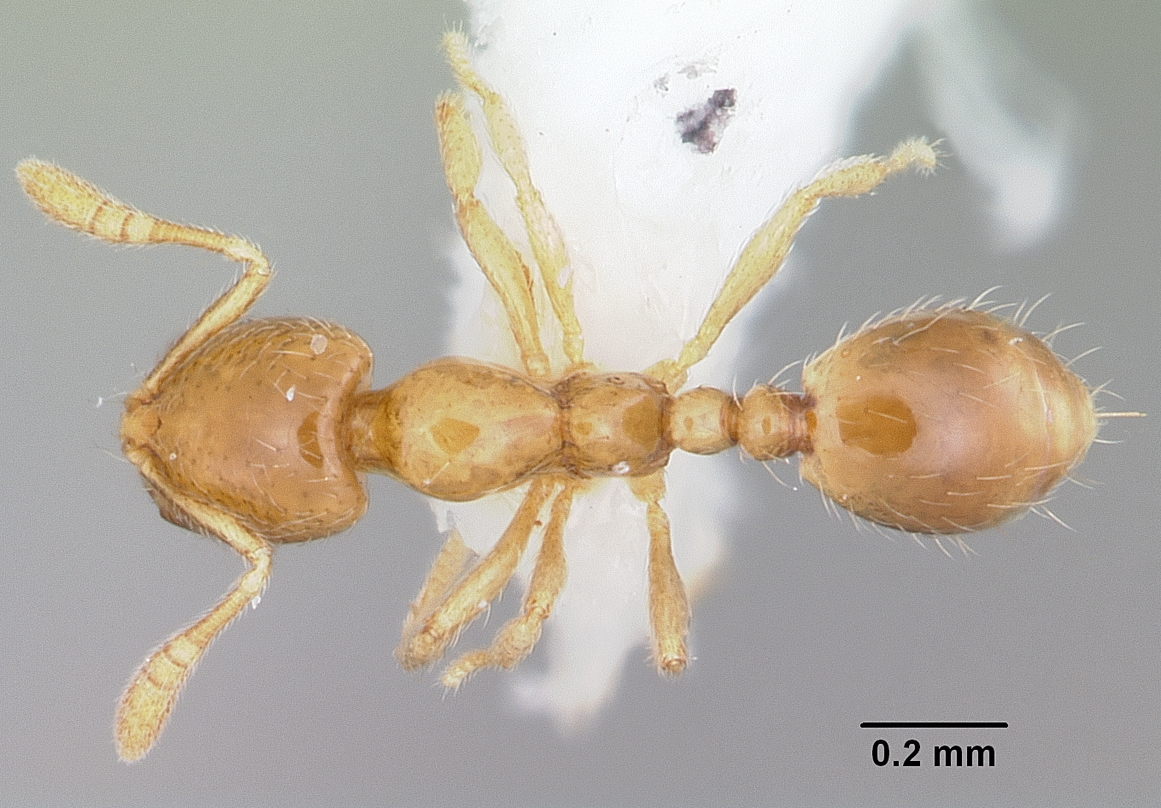
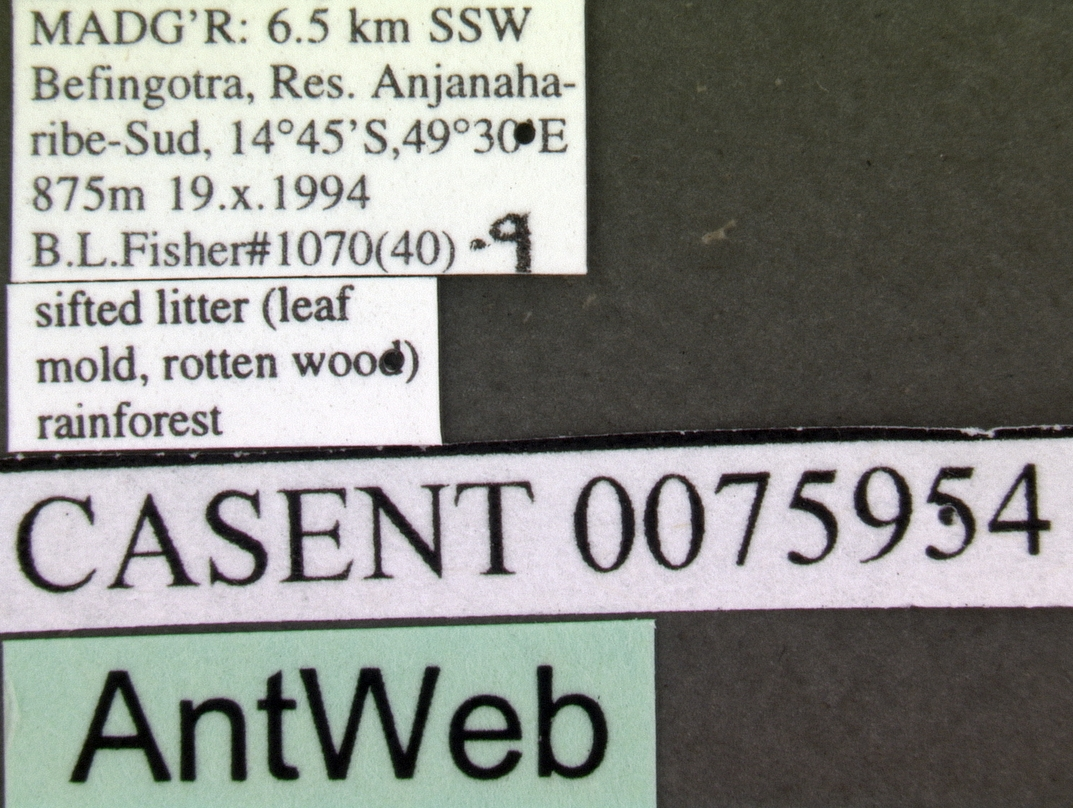
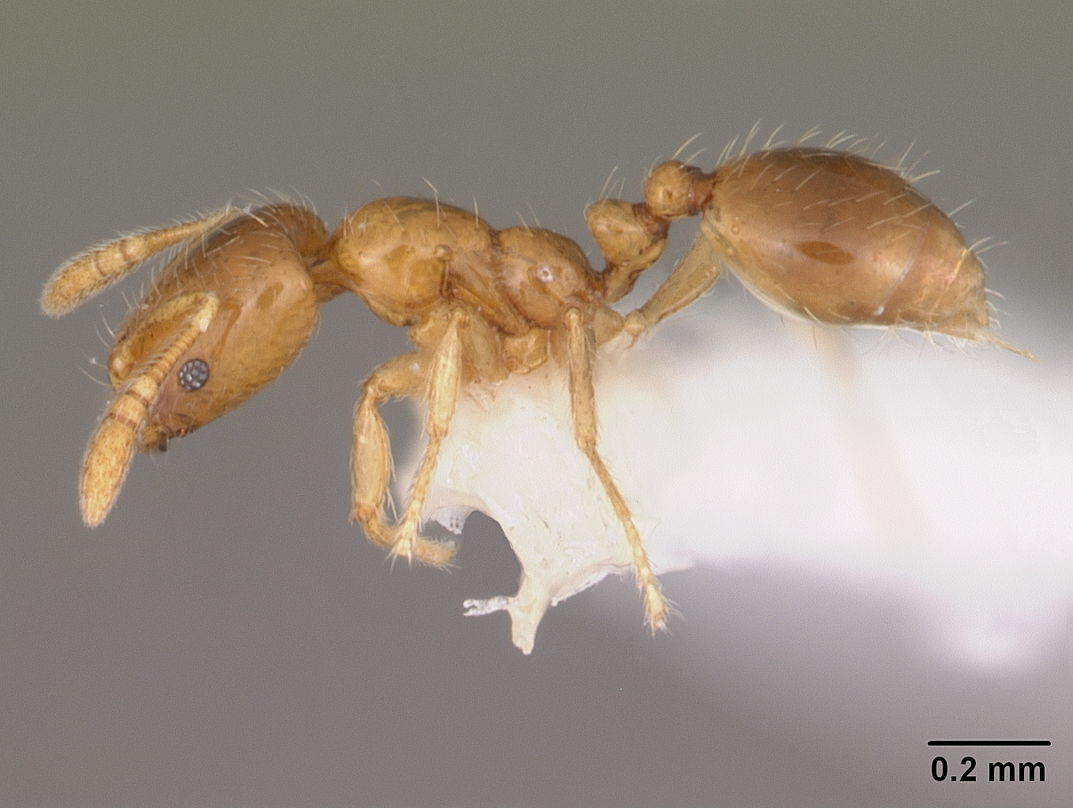
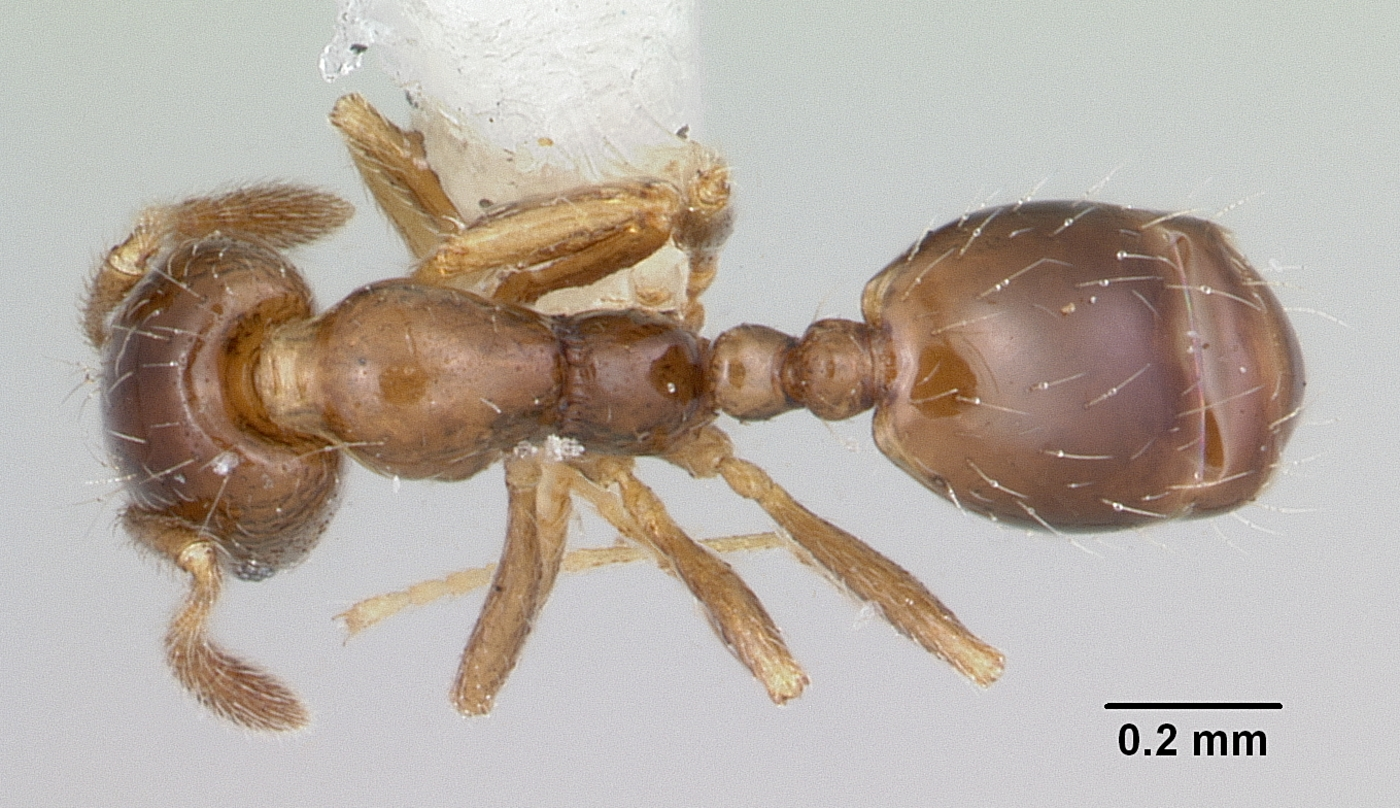
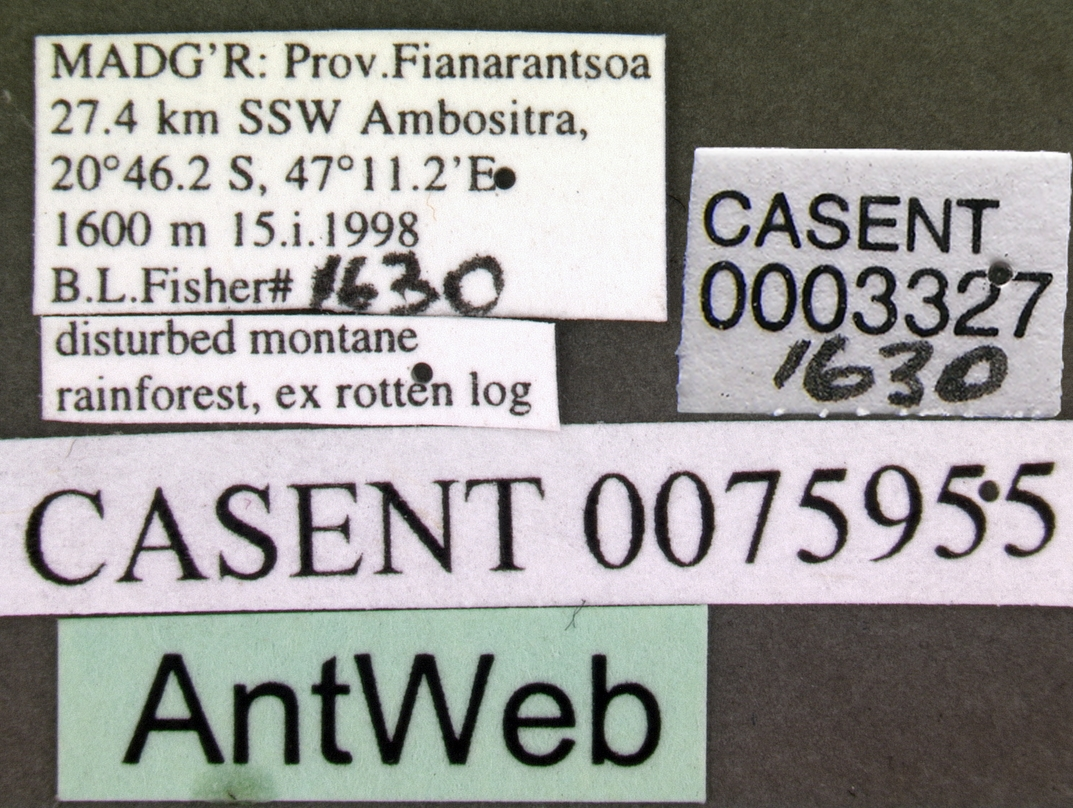
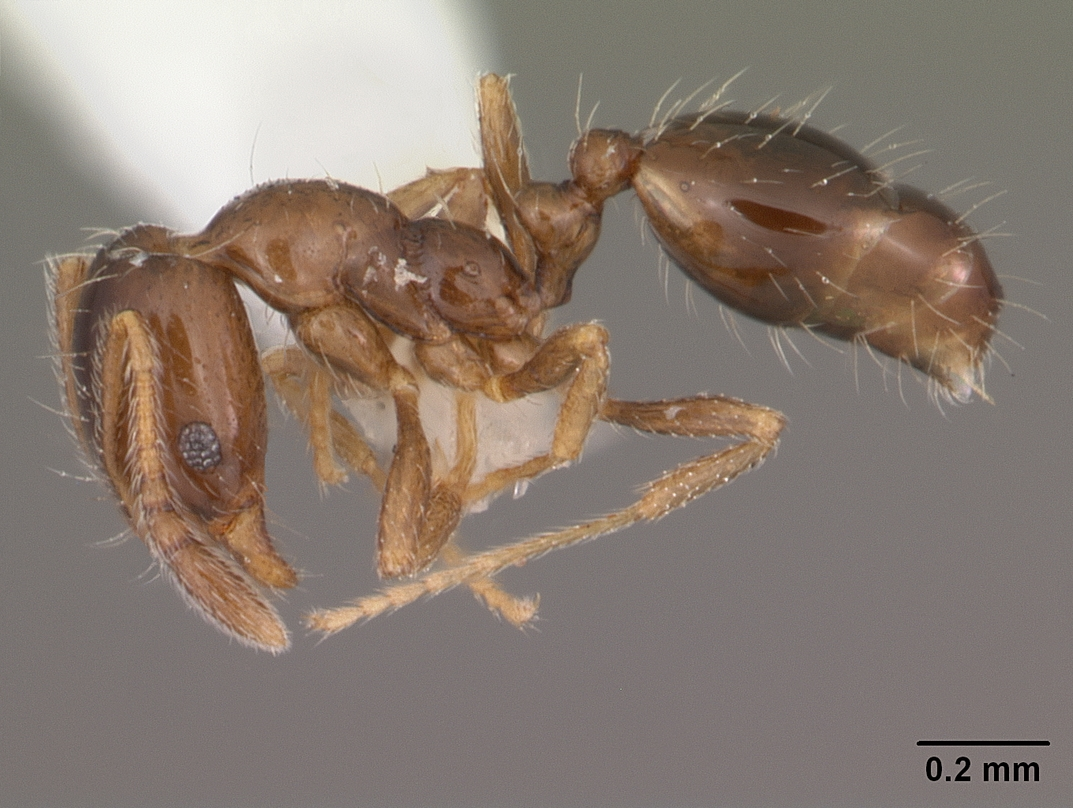